# Unione Sportiva Cremonese 1959-1960
Questa pagina raccoglie le informazioni riguardanti l'Unione Sportiva Cremonese nelle competizioni ufficiali della stagione 1959-1960.

## Stagione
Nella stagione 1959-1960 la Cremonese ha disputato il campionato di Serie C, girone A, piazzandosi in quindicesima posizione di classifica con 27 punti, due sopra il Vigevano che è retrocesso con il Monfalcone; il campionato ha incoronato la Pro Patria con 48 punti che è salita in Serie B. Nell'estate 1959 Ercole Bodini se ne va per sempre da Cremona, dopo i suoi trascorsi di calciatore e allenatore, il presidente Guido Maffezzoni chiama in sua vece il bresciano Faustino Ardesi. Al Brescia viene ceduto Armanno Favalli, lasciano la Cremonese anche Giorgio Granata, Fausto Monteverdi, Achille Zeglioli ed il portiere Mario Ghisolfi, compensati dagli arrivi di Rino List dal Monza, Enrico Conca dal Brescia, il portiere Roberto Forte dalla Spal, il difensore Pilade Canuti dal Marmirolo. Dopo una buona partenza, cinque punti nelle prime tre giornate, la squadra grigiorossa fatica, manca di forza morale, gioca contratta e timorosa, si salva arrivando terz'ultima, con una difesa ancora una volta tra le più battute del torneo. Cannoniere stagionale Angelo Castoldi con dieci centri.

## Rosa
| N. |                   | Ruolo | Calciatore           |
| -- | ----------------- | ----- | -------------------- |
|    | Italia (bandiera) | P     | Mario Bernini        |
|    | Italia (bandiera) | A     | Francesco Bertolani  |
|    | Italia (bandiera) | P     | Franco Biddau        |
|    | Italia (bandiera) | A     | Renzo Bolzoni        |
|    | Italia (bandiera) | C     | Pilade Canuti        |
|    | Italia (bandiera) | A     | Angelo Castoldi      |
|    | Italia (bandiera) | C     | Enrico Conca         |
|    | Italia (bandiera) | D     | Giuseppe Della Frera |
|    | Italia (bandiera) | D     | Cesare Filippini     |
|    | Italia (bandiera) | P     | Roberto Forte        |

| N. |                   | Ruolo | Calciatore        |
| -- | ----------------- | ----- | ----------------- |
|    | Italia (bandiera) | C     | Orlando Gallesi   |
|    | Italia (bandiera) | C     | Clemente Garzonio |
|    | Italia (bandiera) | C     | Renato Gelio      |
|    | Italia (bandiera) | D     | Guido Grainer     |
|    | Italia (bandiera) | A     | Rino List         |
|    | Italia (bandiera) | A     | Savino Luosi      |
|    | Italia (bandiera) | D     | Daniele Parolini  |
|    | Italia (bandiera) | C     | Franco Ravani     |
|    | Italia (bandiera) | P     | Ugo Sartori       |
|    | Italia (bandiera) | D     | Giancarlo Vasini  |

## Risultati

### Girone di andata
| Arbitro: | Gardelli (Forlì) |

|              |           |                        |
| Trevisan 90’ | Marcatori | 39’ Luosi 72’ Castoldi |

| Arbitro: | Zanchi (Mestre) |

|                     |           |  |
| Conca 46’ Luosi 64’ | Marcatori |  |

| Arbitro: | Sanguinetti (Padova) |

|              |           |           |
| Piccioni 73’ | Marcatori | 88’ Luosi |

| Arbitro: | Saetti (Padova) |

|          |           |                               |
| List 82’ | Marcatori | 15’, 37’ Ravelli 46’ Persenda |

| Arbitro: | Galatolo (Santa Margherita Ligure) |

|           |           |                         |
| Luosi 19’ | Marcatori | 35’ Del Grosso 69’ Lugo |

| Vigevano 25 ottobre 1959 6ª giornata | Vigevano          | 0 – 0 | Cremonese | Stadio Dante Merlo\| Arbitro: \| Magrini (Venezia) \| |
| Arbitro:                             | Magrini (Venezia) |       |           |                                                       |

| Arbitro: | Facchini (Firenze) |

|          |           |                       |
| List 52’ | Marcatori | 55’ Trevisan 70’ Orio |

| Arbitro: | Torcini (Firenze) |

|                                         |           |  |
| Rimoldi 11’ Calloni G. 43’ Maltinti 75’ | Marcatori |  |

| Arbitro: | Trezza (Verona) |

|                                      |           |                 |
| Della Frera 20’ (rig.) Bertoloni 75’ | Marcatori | 56’ (rig.) Novi |

| Arbitro: | Grondona (Genova) |

|                          |           |  |
| Bosisio 24’ Maraschi 87’ | Marcatori |  |

| Arbitro: | Pastechi (Pisa) |

|                       |           |                                          |
| List 49’ Castoldi 58’ | Marcatori | 32’ Lorenzi 44’, 54’ Bettoni 62’ Carraro |

| Arbitro: | Pignatta (Torino) |

|                                      |           |              |
| Vaccarossa 34’ (rig.) Trabattoni 66’ | Marcatori | 74’ Castoldi |

| Arbitro: | Marengo (Chiavari) |

|                                       |           |  |
| Castoldi 31’, 59’ Gelio 40’ Conca 80’ | Marcatori |  |

| Arbitro: | Andujar (Novara) |

|                               |           |                              |
| Parolini 38’ (aut.) Cella 58’ | Marcatori | 37’ Canuti 89’ (aut.) Cesena |

| Arbitro: | Ciferri (Roma) |

|            |           |  |
| Canuti 28’ | Marcatori |  |

| Arbitro: | Mariotti (Firenze) |

|                                        |           |                      |
| Buizza 48’ Campanini 67’ Ferrarese 85’ | Marcatori | 9’ Castoldi 65’ List |

| Arbitro: | Monti (Ancona) |

|                     |           |           |
| List 22’ Canuti 52’ | Marcatori | 41’ Cerri |

### Girone di ritorno
| Arbitro: | Delitala (Roma) |

|            |           |            |
| Canuti 63’ | Marcatori | 4’ Micelli |

| Casale Monferrato 14 febbraio 1960 19ª giornata | Casale              | 0 – 0 | Cremonese | Stadio Natale Palli\| Arbitro: \| Bernardis (Trieste) \| |
| Arbitro:                                        | Bernardis (Trieste) |       |           |                                                          |

| Arbitro: | Piantoni (Terni) |

|             |           |           |
| Castoldi 1’ | Marcatori | 48’ Lugli |

| Arbitro: | Andujar (Novara) |

|                               |           |  |
| Currarini G. 33’ Persenda 89’ | Marcatori |  |

| Arbitro: | Sanguinetti (Chiavari) |

|                                                 |           |            |
| Del Grosso 24’ Renzulli 29’ Parolini 60’ (aut.) | Marcatori | 23’ Canuti |

| Arbitro: | Ambrosio (Roma) |

|          |           |  |
| List 62’ | Marcatori |  |

| Arbitro: | Marengo (Chiavari) |

|             |           |  |
| Ferrari 48’ | Marcatori |  |

| Arbitro: | Trezza (Verona) |

|                      |           |                                              |
| Conca 25’ Pavoni 42’ | Marcatori | 30’, 65’ Pagani 41’, 63’ (rig.) 87’ Maltinti |

| Arbitro: | Pastechi (Pisa) |

|                       |           |                 |
| Novi 42’ Broccini 47’ | Marcatori | 8’, 51’ Bolzoni |

| Arbitro: | Acernese (Roma) |

|                     |           |                                       |
| List 28’ Canuti 48’ | Marcatori | 17’ Marchioro 35’ Loranzi 46’ Bosisio |

| Arbitro: | Soravia (Ancona) |

|             |           |  |
| Lorenzi 89’ | Marcatori |  |

| Arbitro: | Orlando (Bergamo) |

|             |           |             |
| Bolzoni 20’ | Marcatori | 60’ Lorenzi |

| Arbitro: | Marazia (Cuneo) |

|  |           |           |
|  | Marcatori | 89’ Conca |

| Arbitro: | Magrini (Venezia) |

|              |           |               |
| Castoldi 15’ | Marcatori | 67’ Galandini |

| Arbitro: | Beccai (Firenze) |

|                                    |           |              |
| Farinelli 43’, 46’ Parodi 52’, 54’ | Marcatori | 88’ Castoldi |

| Arbitro: | Berardi (Perugia) |

|              |           |  |
| Castoldi 25’ | Marcatori |  |

| Arbitro: | Saetti (Padova) |

|         |           |  |
| Ive 85’ | Marcatori |  |